# Time on My Hands
Time on My Hands is de eerste single van de half Britse, half Amerikaanse rockgroep Five O'Clock Heroes.
De single kwam in Nederland op de valreep van 2006 uit en behaalde de 37e plaats in de Mega Top 50. Het is de eerste Mega Top 50-notering en tevens de eerste single van de Five O'Clock Heroes.